# 노키아 N900
노키아 N900은 마에모 5 운영 체제를 사용하는 노키아의 스마트폰이다. 노키아 N810의 후속작으로 출시되었다. TI OMAP3 프로세서를 사용하며, Cortex-A8 코어가 내장되어 있다. 이전에 나온 인터넷 태블릿과는 달리 휴대전화 기능이 추가되었다. 2009년 9월 2일 노키아 월드에서 발표되었고 11월 11일 미국 및 9개 유럽 국가에서 출시되었다.
마에모 5 운영 체제는 이전 운영 체제에 비하여 사용성이 개선되었다. 어도비 플래시 플레이어 9.4를 기본 제공하며, 전작에 비하여 터치스크린 인터페이스에 더 최적화되었다.

## 역사
2008년 9월 17일 당시 노키아에 재직 중이었던 아리 약시(Dr. Ari Jaaksi)가 계획을 공개하였다. 마에모 5에 새로 추가될 기능은 3G/HSPA 데이터 통신, TI OMAP3 프로세서 지원, HD 카메라 지원이었다. 이전 인터넷 태블릿으로 이식할 계획은 없었으며 언제 나올지는 알려지지 않았다. 마에모 5 SDK는 2008년 12월 공개되었고, OMAP3 전용이었다. 사용자 인터페이스를 새로 설계하였고, 하드웨어 GPU 및 3G/HSPA 데이터 통신, HD 카메라 지원이 추가되었다.
개발 코드명은 로버(Rover)였으며, 2009년 5월 사진과 사양이 공개되었다. 2009년 8월 FCC 인증 문서가 공개되어 실존한다는 것이 확인되었고, 또 다른 코드명 RX-51이 알려졌다. 2009년 9월 2일 독일에서 열린 노키아 월드 2009 행사에서 공개되었다. 2005년부터 시작된 마에모 장치의 4단계라고 밝혔다.
2009년 11월부터 일부 국가에서 유통되었다. 출시 당시 가격은 핀란드, 독일, 이탈리아, 네덜란드, 스페인에서 599유로였고, 프랑스 649유로, 폴란드 2499즈워티, 스웨덴 5995크로나, 영국 499파운드였다. 모든 가격은 부가세 포함 가격이다. 미국 출시 당시 가격은 소비세 제외 649달러였다. 캐나다에는 약 800 캐나다 달러에 유통되었다. 색상은 검은색으로만 출시되었다. 노키아 측에 의하면 사전 주문 물량이 폭주하여 공급이 초기에 지연되었다. 2010년 5월 29일 홍콩에 출시되었고, 홍콩 출시 제품에는 필기 인식 기능이 강화되었다. 4998 홍콩 달러에 출시되었다.

## 하드웨어

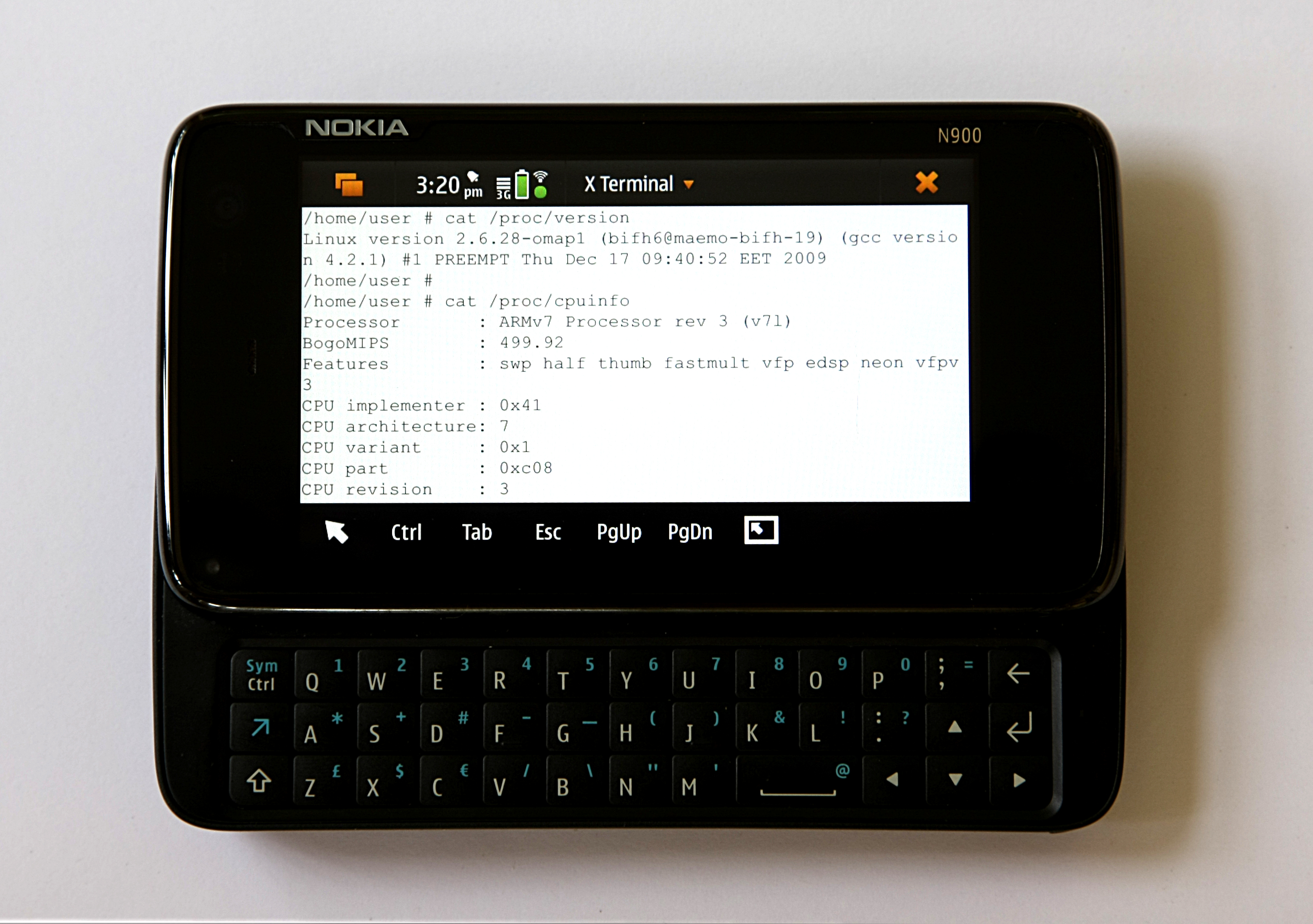
기본적으로 리눅스 터미널을 지원한다.

### 프로세서
노키아 N900은 OMAP3430을 사용하며, ARM Cortex A8 코어가 장착되어 있다. OMAP3430 프로세서는 PowerVR SGX 530 GPU, TMS320C64x DSP, ARM 프로세서로 이루어져 있다. GPU는 OpenGL ES 2.0을 지원한다. DSP는 카메라의 이미지 처리, 전화 음성 처리와 데이터 전송을 CPU 대신 담당한다. 일부 N900은 커널과 전원 설정을 수정하여 1150MHz까지 오버클러킹하는 데 성공하였다. 물리 메모리는 256MB이며, 스왑 공간 768MB와 함께 총 가상 메모리는 1GB이다.

### 화면과 입력
3.5인치 800x480 감압식 터치 스크린이 장착되어 있다. 노키아와 X.org 정보에 의하면 6만 5천 색상까지 표시할 수 있다. 터치 스크린 진동 피드백을 설정할 수 있다. 본체에는 스타일러스 펜이 장착되어 있다. 3축 가속도계가 내장되어 화면을 자동으로 회전하거나, 게임이나 프로그램에서 사용할 수 있다. 첫 화면에서 세로로 돌리면 전화 메뉴를 사용할 수 있다. PR1.2 업데이트 이후 웹 페이지를 세로로 보는 기능이 추가되었다. 근접 센서가 장착되어 있어서 통화를 할 때 자동으로 화면과 터치스크린이 꺼진다.
노키아 N810에 있었던 4열 키보드는 3열 키보드로 바뀌었다. 출시 국가에 따라서 키보드 레이아웃이 다르다. 조도 센서는 디스플레이 밝기와 키보드 백라이트를 제어한다. 예측 입력 기능을 지원한다.
내장 GPS는 A-GPS를 지원하며, Ovi 맵이 기본으로 내장되어 있다.

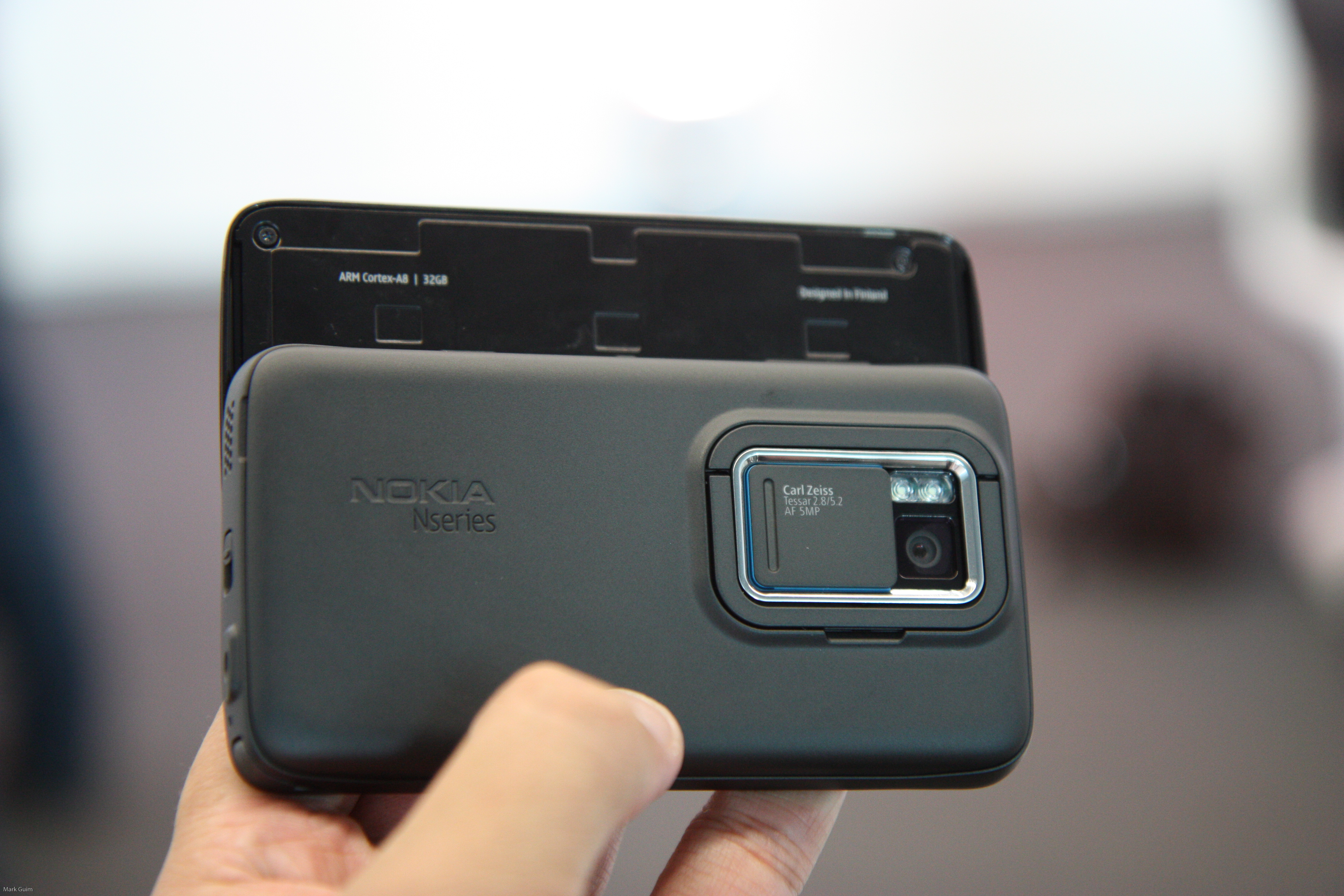
렌즈 덮개가 열려 있는 상태의 후면 카메라

후면 카메라는 듀얼 LED 플래시를 장착하였으며, 자동 초점을 지원한다. 4:3과 16:9 비율로 촬영할 수 있으며, 3배 디지털 줌을 지원한다. 조리개 구경은 f/2.8이며, 최소 초점 거리는 10cm이다. 848x480 크기 동영상을 25fps로 촬영할 수 있다. 렌즈는 평상시에 덮개로 가려져 있으며, 렌즈 덮개를 열면 카메라를 실행한다. 전면 카메라는 30만 화소 640x480 동영상 촬영을 지원하며 시험용 기기에서는 구글 토크를 사용한 VoIP 화상 전화를 지원하였으나, 시판된 기기에는 화상 전화 소프트웨어가 설치되지 않았다. PR1.2 업데이트에서 스카이프 화상 전화가 추가되었으며, 전면 카메라를 사용할 수 있다.

### 단추
위쪽에는 상/하 단추, 전원 단추, 카메라 단추가 있다. 전원 단추를 누르면 프로필을 변경하거나 장치를 잠글 수 있다. 노키아 N900에는 키보드를 제외한 하드웨어 단추가 많지 않기 때문에 많은 기능을 터치 스크린에 의존한다.

### 오디오
내장 마이크와 스테레오 스피커가 있다. 3.5mm 이어폰 잭이 장착되었으며, 오디오 출력, 마이크 입력, 비디오 출력을 지원한다. 포함되어 있는 비디오 케이블을 사용하여 PAL이나 NTSC TV 출력을 사용할 수 있다. 마이크로 USB-B 커넥터가 장착되어 데이터 동기화 및 이동식 디스크로 사용할 수 있으며 충전도 가능하다. 이전 기기와는 달리 USB On-The-Go 기능이 빠졌으며, 노키아 측에서는 USB 인증 및 출시 시기를 맞추기 위해서 뺐다. 현재 이 기능을 추가하려는 시도가 진행 중이다. 별도로 개조한 USB 케이블이나 A-A 어댑터 및 전용 소프트웨어가 필요하다.
내장 블루투스 2.1은 HSP, A2DP, FTP, OPP, AVRCP 프로필을 지원한다. 블루투스를 통한 테더링(DUN), 입력 장치 지원(HID), 개인 네트워킹(PAN)은 기본적으로 지원하지 않으나 활성화시킬 수 있다.
FM 송신 및 수신이 모두 가능하다. IEEE 802.11 b/g 무선 네트워크가 장착되어 있으며, WEP, WPA, WPA2(AES/TKIP) 암호화를 지원한다. 적외선 포트를 사용한 데이터 통신이 가능하다.

### 배터리와 SIM
출시 당시 목표는 일반적인 조건에서 하루 동안 사용 이었으며, 항상 온라인 사용 시 2~4시간이었다. 출시 당시 사용자들의 보고에 의하면 12시간부터 이틀까지 다양하였다. 사용 조건은 사용자마다 달랐다. 노키아에서 밝힌 연속 통화 시간은 GSM 모드 9시간, 3G 모드 5시간이다. 소프트웨어 개선으로 사용 시간이 늘어나고 있다.
이전 세대 인터넷 태블릿에 비하여 배터리 용량은 줄어들었지만, 프로세서가 더 개선되었다. N810의 배터리 시간은 무선랜이 켜진 상태에서 7시간이었다. N900은 이보다 더 오래 사용할 수 있다. SIM 카드는 배터리 아래쪽에 장착되어 있으며, microSDHC 슬롯은 뒷 커버 뒤쪽으로 이동하였다. SIM 애플리케이션 툴킷을 지원하지 않기 때문에 이를 사용하는 통신사 메뉴나 일부 국가의 서비스를 사용할 수 없다.

### 저장소
N900에는 32GB eMMC와 256MB 모비낸드 저장소가 장착되어 있다. microSDHC 카드는 장치를 끄지 않고 바꿀 수 있으며, 사양 설명에 따르면 16GB까지 지원한다. 뒷 커버의 열림 상태를 감지하는 자기 센서가 있으며 커버가 열리면 마운트가 해제된다. 32GB eMMC 카드는 2GB ext3 시스템 영역, 768MB 스왑 영역, 약 27GB 사용자 영역으로 나뉘어 있다.
256MB NAND 플래시는 UBIFS로 포맷되어 있고 부트 로더와 커널, 루트 디렉터리를 포함하며 100MB 정도 비어 있다.
의존성 포함 500KB 이상의 프로그램은 2GB ext3 파티션에 설치된다. 사용자 영역은 USB 연결 시 마운트 해제되며, 이동식 디스크로 사용된다.

## 소프트웨어
마에모 5(코드명 프리맨틀/Fremantle)를 기본 운영 체제로 사용한다. 리눅스 데스크톱 환경을 휴대폰에 최적화한 형태이다. 기본 내장된 프로그램은 다음과 같다.
- 모질라 파이어폭스 기반 MicroB 웹 브라우저. 플래시 9.4와 RSS 리더 내장.[58]
- 휴대폰
- VoIP: SIP, 스카이프, 구글 토크
- 대화: 인스턴트 메시징, SMS, MMS(PR1.2 업데이트 필요)[59]
- 미디어: 카메라, 사진, 미디어 재생기
- 오피스: 전자 우편, 일정, PDF 뷰어, 전화번호부
- Ovi 맵
- 유틸리티: 시계, 메모, 계산기, 파일 관리자, 프로그램 관리자, 위젯
- 게임: Bounce, 체스, 마작, 테트리스, Marbles

부팅 시간을 단축하기 위하여 upstart를 사용한다.

## 미래
2010년 5월 노키아에서는 마에모 5를 탑재한 휴대 전화는 N900 이후 더 이상 출시되지 않으며, 미고로 전환한다고 밝혔다. N900 지원은 계속 이루어진다고 하였다.
N900에도 미고를 설치할 수 있으나, 노키아에서는 아직까지 공식 지원하지는 않고 있다. 후속작은 미고를 기본적으로 탑재할 예정이다.

## 같이 보기
- 노키아 770
- 노키아 N800
- 노키아 N810